# 白馬橋街道
白馬橋街道（はくばきょうかいどう）は中華人民共和国湖南省長沙市寧郷市の街道。

## 行政区画
- 鳳形山社区
- 正農社区
- 白龍村
- 白馬村
- 仁福村

## 歴史
- 1949年、正農郷、獅顧郷を設立。

- 1958年、「白馬橋公社」に改称。

- 1961年、正農郷、獅顧郷を復名。

- 2013年、「白馬橋街道」に昇格。

## 地理
白馬橋街道は寧郷市の北東部に位置し、北は玉潭街道と、東は歴経鋪街道と、西は菁華鋪郷と、南は回竜鋪鎮とそれぞれ接している。
- 山：獅子山
- 河川：潙水河

## 交通

### 道路
- 寧横高等級道路（省道S209線）
- 県城二環南路

## 観光
- 白馬湖（又名白馬水庫、五指湖）
- 玉潭公園
- 沿江風光帶
- 珍洲
- 榴子洲
- 鱔魚洲
- 正龍古街